# Escut de Soriano
L'escut oficial de Soriano té el següent blasonament:
Escut dividit en dues partes: d'atzur i vermell, un cavall blanc coronat de sable corrent, i amb la data 1624 dalt, any en el qual els espanyols es van establir a la zona. El cavall blanc, present també a l'escut de l'Uruguai, simbolitza la llibertat i la lluita per la independència. Les branques de llorer de color verd envolten l'escut i es pot llegir la inscripció en castellà: "Aquí nació la patria" ("Aquí va néixer la pàtria").

## Història
L'escut va ser aprovat el 4 d'octubre de 1957 i el seu creador va ser Wilde Marotta Castro.

## Interpretació
L'escut de Soriano presenta els tres colors —atzur, blanc i vermell— de la bandera d'Artigas, heroi de la pàtria. El cavall blanc, present a l'escut oficial de la República Oriental de l'Uruguai, fa referència als cavalls utilitzats pels independentistes en la seva lluita contra els brasilers. D'altra banda, l'atzur simbolitza la justícia, la bellesa i el mes d'abril, quan va començar la batalla independentista; el gules, valor i atreviment, també el color dels guerrers i de la sang vessada durant la lluita contra els enemics de la pàtria; el blanc, l'aigua, ja que el departament es troba envoltat per aigua en tres dels quatre punts cardinals; el negre, l'honestedad; el sinople, símbol d'amistat i esperança; i l'or, riquesa i poder.
Finalment, el poltre crioll representa la llibertat, mentre que les plomes representen els pobles amerindis autòctons.